# Refugi Pallerols
El refugi Pallerols o casa forestal de Pallerols és una antiga casa reconvertida en refugi de muntanya dins el municipi de Montferrer i Castellbò (Alt Urgell) a 1.628 m d'altitud i situat a 5 km de Canturri en la pista de muntanya que duu a Sant Joan de l'Erm Nou. Actualment l'edifici és tancat atès el mal estat de la teulada. A uns 200 m hi ha l'àrea recreativa de Pallerols amb una caseta que pot servir d'aixopluc.